# Burg Uetersen (I)
Die sogenannte Burg Uetersen (I) ist eine der beiden abgegangenen Burgen am Rande der Pinnau und befand sich auf den heutigen Gelände des Klosters Uetersen. Sie wurde vor 1234 von den Rittern von Barmstede errichtet und um 1240 von selbigen aufgegeben.  Eine weitere Burg (Burg Uetersen (II)) der Ritter befand sich auf dem heutigen Firmengelände von Harles und Jentzsch.
Bei der ehemaligen Niederungsburg handelte es sich vermutlich um eine Hauptburg, die von einem breiten Wassergraben (heute im Volksmund auch „Burggraben“ genannt) umgeben war, und um eine Vorburg bzw. einen Wachturm, der ebenfalls von einem Wassergraben (Bleichengraben) umgeben war. Erstmals wurde die Burganlage (Burggraben) um 1234 in einer Schenkungsurkunde von Heinrich II. von Barmstede erwähnt. Weitere Erwähnungen kommen in der Fundatio des Klosters Uetersen (Gründungsgeschichte des Klosters aus dem Jahr 1237) und der Otia Jersbecensia (1738) des königl. dän. Kanzleirath und Regierungs- und Obergerichtsadvocaten Jürgen Grube vor.
Erste nachweisbare Forschungen nach der Burganlage wurden von Johann Friedrich Camerer im Jahre 1759 unternommen, der aber keine brauchbaren Spuren der Burganlage fand. Später wurden weitere Forschungen nach der Burganlage unternommen. Anhand von Dokumenten und Urkunden konnte von mehreren Heimatkundlern, Detlef Detlefsen (1891), Hans Ferdinand Bubbe (1932), Hans-Herbert Henningsen (1962), Konrad Struve und Doris Meyn (1968), die Existenz der Burganlage nachgewiesen werden. Erste Oberflächenfunde kamen bei Umgestaltungsarbeiten auf dem Klostergelände im Jahr 2008 zutage. Dabei wurde diverse Irdenware aus dem 13. Jahrhundert gefunden. Eine archäologische Untersuchung durch das Archäologische Landesamt Schleswig-Holstein steht noch aus.